# 达尼埃尔·戈特利布
达尼埃尔·戈特利布（法語：Daniel Gottlieb，1939年9月13日—2010年2月24日）出生於法國下萊茵省的布克斯維萊爾，曾經擔任法國拉比。

## 生平
他出生在猶太世家，父親諾埃·戈特利布(法語：Noé Gottlieb)是猶太教哲學家，也擔任世界猶太聯盟秘書的工作，也和伊曼紐爾·列維納斯交好。母親布蘭奇·古根海姆 法語： 也是猶太拉比世家的女兒，他也是法國猶太神學院前院長埃內斯特·古根海姆的姪子、法國首席拉比米歇爾·古根海姆的堂兄弟。
第二次世界大戰戰後，他到孔多塞高級中學上學，因為對於猶太教的興趣，就學期間也常拜訪巴黎第九區的拉比埃利·蒙克，而他同時也在法國國立東方語言文化學院、高等研究應用學院和索邦神學院，學習各種猶太教的教義和知識。
他在斯特拉斯堡大学取得希伯來文碩士學位，1959年進入法國猶太神學院繼續進修，1965年畢業後成為一名拉比。1972年他接替让·施瓦茨在蒙得維的亞街猶太教堂擔任拉比，期間長達卅五年，之後在法國國立東方語言文化學院任教，同時也是時任法國首席拉比勒內-薩繆爾·西拉特的私人秘書。
达尼埃尔·戈特利布於2002年退休，全家搬遷到以色列定居，2010年2月24日在耶路撒冷逝世，享年70歲。